# Jaciment arqueològic de Cartago
El jaciment o conjunt arqueològic de Cartago va ser declarat Patrimoni de la Humanitat per la Unesco el 1979. Cartago va ser una important ciutat de l'antiguitat destruïda pels romans i reedificada per ells. De les seves restes arqueològiques, la gran part del que queda és d'origen romà, tot i que també hi ha restes púniques com ara el barri púnic de Birsa.
La majoria de les restes i edificis conservats són del segle ii, després que un gran terratrèmol assolés la ciutat. Des de la postguerra, les ruïnes han estat objecte de salvaguarda. Les excavacions dutes a terme des del final de la Segona Guerra Mundial i la creació d'un parc arqueològic dedicat als monuments són un element essencial del patrimoni de la ciutat.
Va ser el 1979 quan van tenir un gran reconeixement internacional, i es va iniciar, de la mà d'Alexandre Lézine i Gilbert-Charles Picard, la separació, estudi i millora de les ruïnes del parc arqueològic en el marc de la gran campanya internacional de la UNESCO del 1972 fins al 1992.

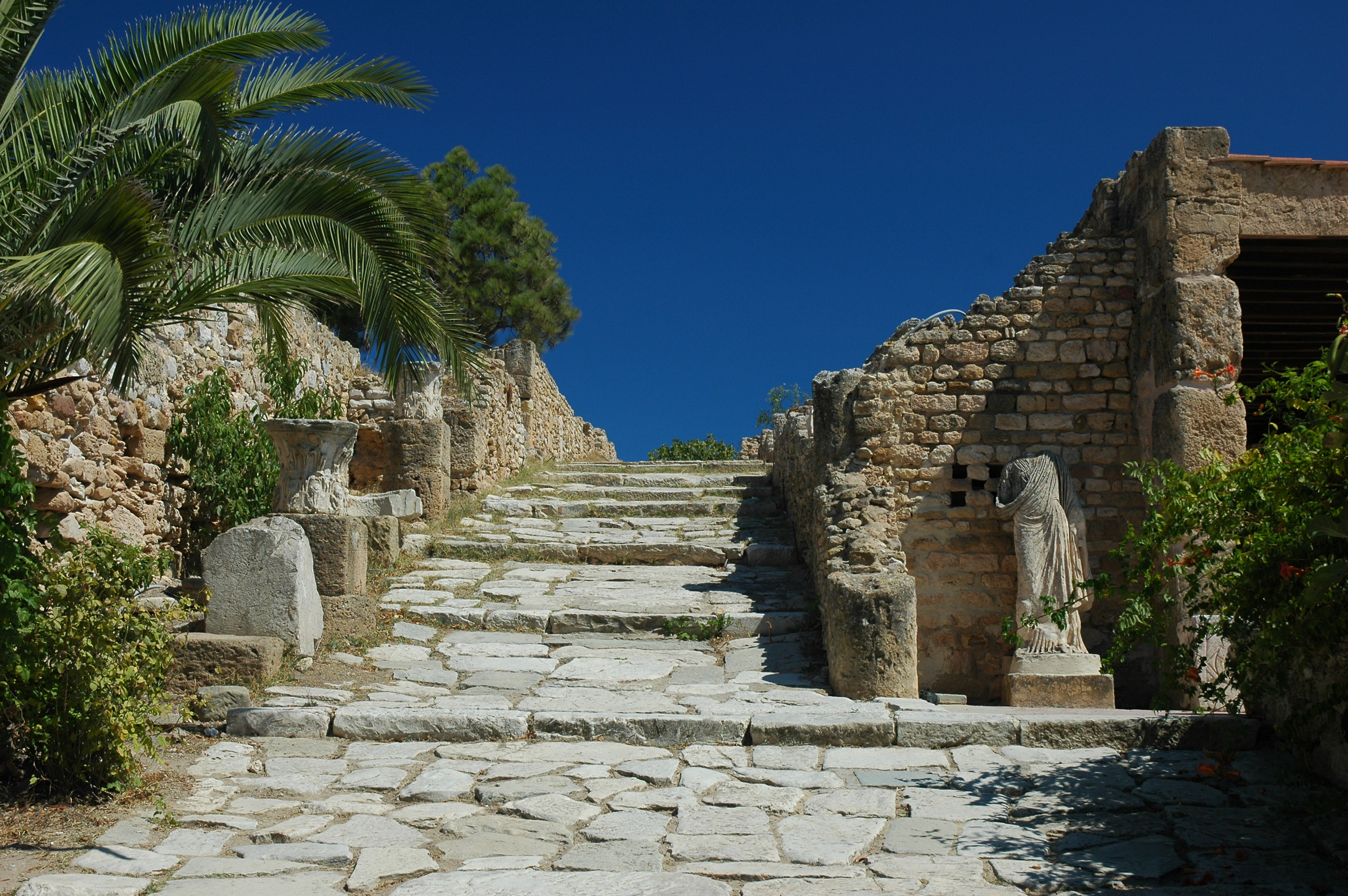
Ruïnes de vil·les romanes.

Hi ha sis centres d'interès, bastant distants uns d'uns altres. El turó de Birsa, que domina la península de Cartago, proporciona unes bones vistes i al seu peu es troba la catedral catòlica de Sant Lluís, erigida pels francesos l'any 1889 durant la seva etapa colonial a Tunísia, en record al rei Lluís IX. El Museu Nacional situat en les proximitats de la catedral guarda gran part del patrimoni arqueològic púnic existent.
L'amfiteatre romà, que està situat en la part occidental, va ser un dels més grans que es van construir en l'Imperi romà. A prop es troben les antigues cisternes d'emmagatzematge d'aigua potable que subministraven aigua a la ciutat romana.
El santuari del Tofet va ser excavat des dels anys vint i és molt conegut perquè en ell se celebraven els sacrificis a Molk, en els quals els nens cartaginesos eren cremats vius. Actualment és una parcel·la plena de mala herba i algunes fosses.
El coliseu és el monument més gran de les restes en el seu conjunt i és un dels monuments romans més importants d'Àfrica. Va ser construït entre els anys 230 i 238 dC. Al llarg de la història ha estat utilitzat com a lloc defensiu, per la qual cosa ha sofert greus desperfectes. Molt a prop d'aquest s'hi trobava el cementiri dels officiales.

## Les termes d'Antoní

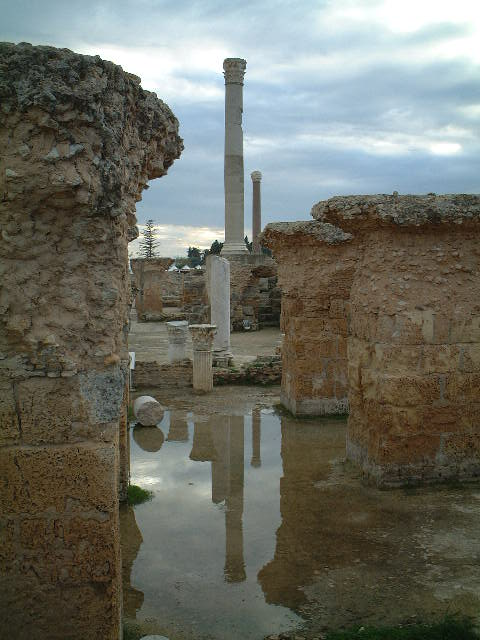
Les Termes d'Antoní.

Les termes d'Antoní són les majors termes construïdes en sòl africà i les úniques de les quals encara existeixen algunes restes, malgrat els estralls del feroç espoli de materials en el jaciment arqueològic.
Les termes porten el nom d'Antoní Pius i van ser construïdes a la vora del mar després d'un gran incendi que va assolar la ciutat al segle ii. Les termes són contemporànies a la majoria dels grans edificis de l'antiga capital administrativa de la província romana d'Àfrica com l'amfiteatre, el teatre i el Odeum. Aquests edificis van ser una representació del poder i grandesa de la ciutat, dels quals encara es conserven algunes restes.
Les termes van tenir una important restauració després d'un terratrèmol que va col·lapsar gran part de les voltes al final del segle IV o principis del segle v. L'abandonament definitiu va tenir lloc l'any 638 d'acord amb Alexandre Lézine. Les ruïnes de les Termes, a partir d'aquest moment, van servir com una carretera de trànsit durant segles. Les restes estan repartides en una longitud de més de 200 metres al llarg de la costa.
En la seva major esplendor els termes van comptar amb onze voltes que ascendien a una altura de més de 29 metres. El barri de Magon està també situat al costat del mar i prop d'ell es poden visitar les llacunes dels desapareguts Ports púnics de Cartago que en el seu moment van ser un dels més pròspers ports del món.